# Arnoud Hummel
Arnoud Hummel es un deportista neerlandés que compitió en vela en la clase Laser. Ganó dos medallas de bronce en el Campeonato Europeo de Laser, en los años 1981 y 1983.

## Palmarés internacional
| Campeonato Europeo | Campeonato Europeo | Campeonato Europeo | Campeonato Europeo |
| Año                | Lugar              | Medalla            | Clase              |
| ------------------ | ------------------ | ------------------ | ------------------ |
| 1981               | Carnac (Francia)   | Medalla de bronce  | Laser              |
| 1983               | Mandal (Noruega)   | Medalla de bronce  | Laser              |